# Friedrich August Christian von Linsingen
Friedrich August Christian von Linsingen (* 31. Dezember 1721; † 12. Februar 1775 in Zerbst) war ein anhalt-zerbstischer Geheimer Rat, Kanzler, Kammer- und Konsistorialpräsident sowie Erb-, Lehn- und Gerichtsherr mehrerer Rittergüter, darunter Mönchshof.

## Leben

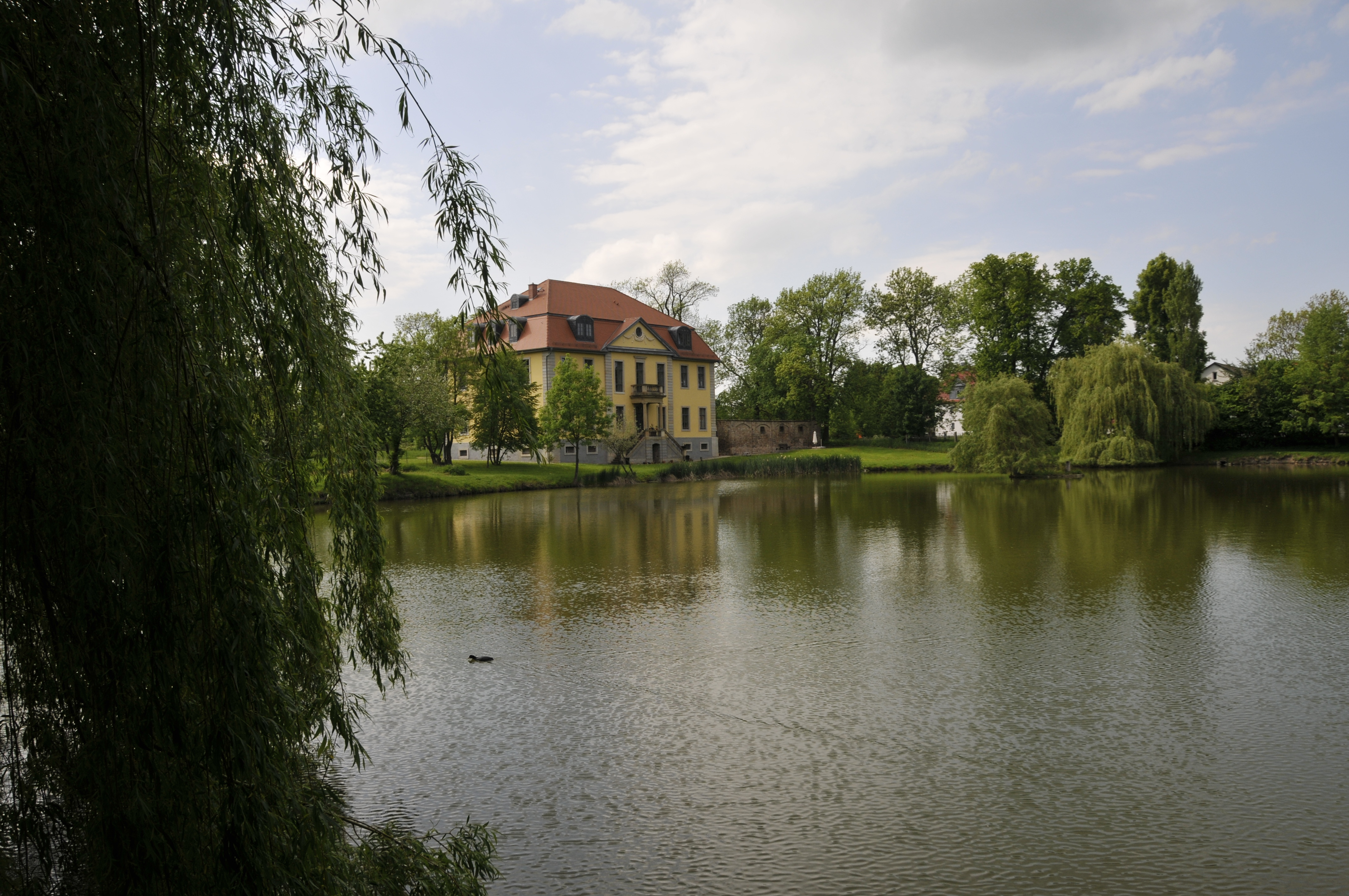
Schloss Mönchshof bei Gotha

Er stammte aus der eichsfeldischen Linie des Adelsgeschlechts von Linsingen und war der älteste Sohn des 1762 auf Schloss Mönchshof in Siebleben verstorbenen Rittergutsbesitzers Dietrich Ernst Heinrich von Linsingen. 
1745 verfasste Friedrich August Christian von Linsingen als anhalt-zerbstischer Hofjunker und Regierungsassessor eine achtseitige Huldigungsschrift anlässlich der Hochzeit Katharinas mit dem späteren russischen Zaren.
Am Hof der Residenzstadt Zerbst stieg er bis zum wirklichen Geheimen Rat, Kanzler, Kammer- und Konsistorialpräsident auf.
Seine ihn überlebenden vier jüngeren Brüdern trafen sechs Jahre nach seinem Tod am 29. Juni 1781 im sachsen-gothaischen Mönchhof einen Erbvergleich über die im Familienbesitz derer von Linsingen befindlichen Güter in der Goldenen Aue sowie im Eichsfeld.

## Familie
Verheiratet war Friedrich August Christian von Linsingen zweimal. 1754 heiratete er Elisabeth Wilhelmine von Milkau und 1761 Caroline geborene von Rieben. Ihn überlebten sechs Kinder.